# Hayes (Hillingdon)
Hayes è una città periferica di Londra, amministrativamente ricompreso nel Distretto di Hillingdon.
Hayes è conosciuta per essere stata la sede della EMI. Le parole "Hayes, Middlesex" compaiono sul retro degli album dei Beatles Sgt. Pepper's Lonely Hearts Club Band, prodotto nella vecchia fabbrica di vinile della città; un "disco d'oro" posto al centro della città il 1º giugno 2017 ricorda il cinquantesimo anniversario della realizzazione di questo album avvenuta ad Hayes nel 1967. La città è la sede britannica di aziende tra cui: Heinz e Fujitsu.